# Polistes perflavus
Polistes perflavus är en getingart som beskrevs av Vecht 1971. Polistes perflavus ingår i släktet pappersgetingar, och familjen getingar. Inga underarter finns listade i Catalogue of Life.